# Мономаховы
Мономаховы (Манамаховы) — дворянский род.
Происходит от грека Владимира Мономахова, выехавшего (1392) к великому князю Василию Дмитриевичу. Игнатий Афанасьевич Мономахов был дворянином московским и составил при царе Михаиле Федоровиче писцовые книги Темниковского уезда.
При подаче документов (22 мая 1686) для внесения рода в Бархатную книгу, была предоставлена родословная роспись Мономаховых.

## Описание герба
Шахматообразно на серебро с лазурью разделённый щит.
Щит увенчан дворянским коронованным шлемом. Нашлемник: пять павлиньих перьев натурального цвета. Намёт: лазоревый с серебром. Щитодержатели: два чёрных коня с червлёным глазами, и золотыми гривами, хвостами и копытами. Девиз: «ПАМЯТУЮ ЧЕСТЬ СВОИХ ПРЕДКОВ» лазоревыми буквами на серебряной ленте. Герб рода Мономаховых внесён в Часть 18 Общего гербовника дворянских родов Всероссийской империи, стр. 12.

## Известные представители
- Мономахов Игнатий Афанасьевич — воевода в Угличе (1641).
- Мономахов Иван — дьяк, воевода в Белгороде (1663-1664), в Путивле (1665-1669) (два раза).
- Мономахов Григорий Иванович — стольник царицы Прасковьи Федоровны (1686), стольник (1687-1692).
- Мономаховы: Иван Игнатьевич, Петр Семенович, Семен и Федор Ивановичи — московские дворяне (1676-1692)[2][3]